# Épidémie de méningite en Afrique de l'Ouest de 2009-2010
L'épidémie de méningite en Afrique de l'Ouest de 2009-2010 est une épidémie de méningite bactérienne (méningocoque, sérogroupe A et W) apparue sur la côte ouest de l'Afrique en janvier 2009.
Un total de 14 pays ont été touchés par cette épidémie dont le Burkina Faso, le Mali, le Niger et le Nigeria. Un premier bilan global en février 2010 fait état de 78 416 cas suspects dont 4 053 mortels.

## Contexte
En Afrique, les épidémies de méningites bactériennes ( à Neisseria meningitidis)  touchent régulièrement une zone décrite par Lapeyssonie en 1963, et connue sous le nom de  « ceinture  de  la méningite ».  Il s’agit d’une zone concernant 21 pays traversant le continent africain du Sénégal à l’Éthiopie, avec une population de plus de 400 millions d’habitants. Dans cette zone, il existe un fond endémique permanent sur laquelle surviennent des épidémies qui sont définies à partir d'un seuil : plus d'un cas par semaine pour mille habitants. 
Ces épidémies surviennent chaque année dans la deuxième moitié de la saison sèche (février à mai) avec des pics imprévisibles tous les 5 à 10 ans.  Des conditions climatiques particulières expliqueraient ces périodes : sècheresse, vents de sable (irritation des muqueuses, fragilisant les défenses anti-infectieuses), fraîcheur des nuits (obligeant les humains à s'entasser dans les cases ou sous les tentes).  L'Afrique de l'Ouest est ainsi frappée par ces épidémies, en majorité de méningocoque sérogroupe A, touchant en moyenne plus de 25 000 personnes, jusqu'à près de 200 000 (pic de 1996),.

## Évolution de l'épidémie

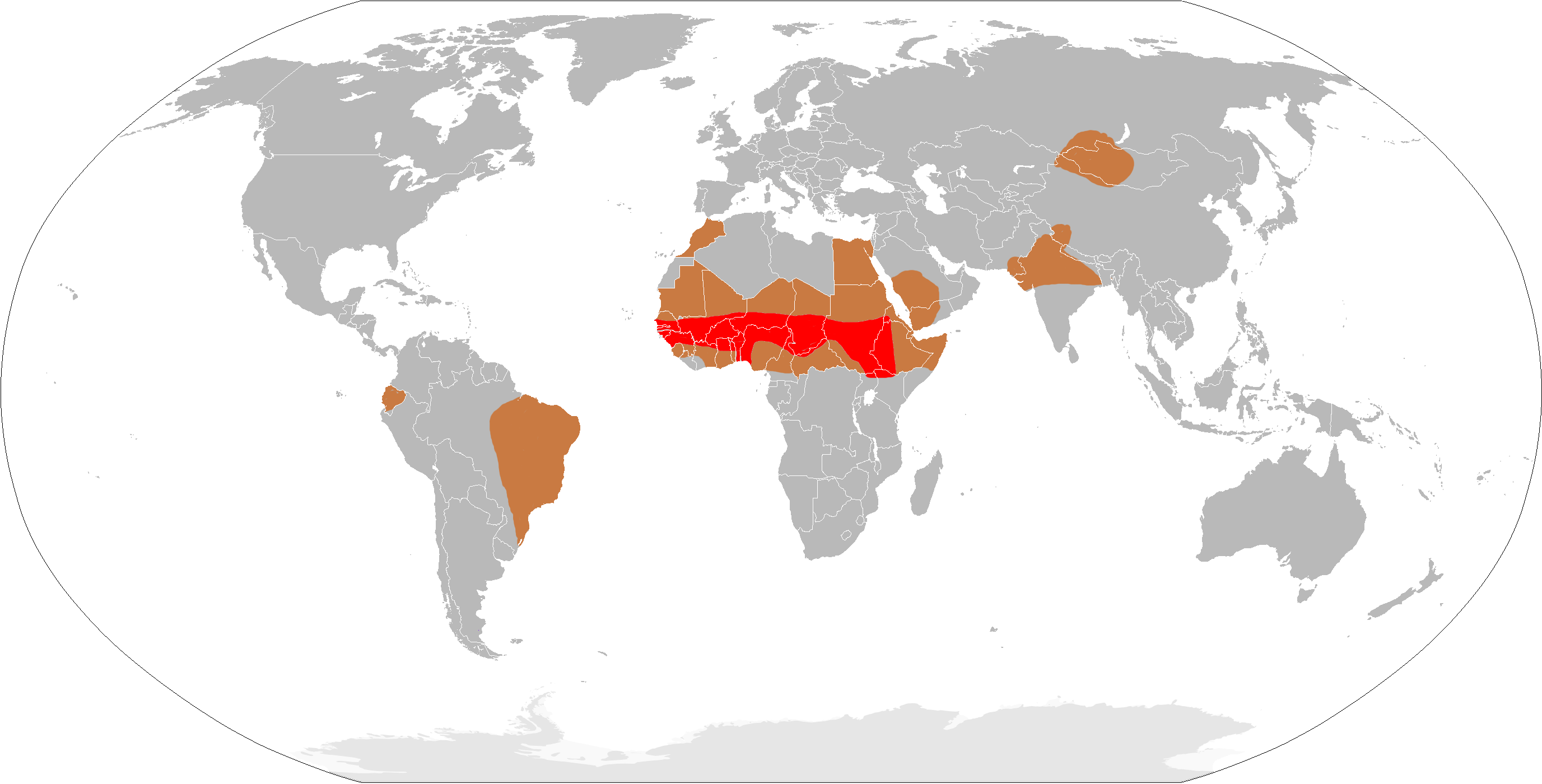
Zones habituellement touchées par les épidémies de méningite.

Il s'agit de la plus forte épidémie dans la région depuis 1996. Plus d'un tiers des vaccins d'urgence au monde ont été utilisés soit 2 millions de doses en 2008. La GAVI Alliance a par ailleurs essayé d'obtenir plus de vaccins.
| Pays         | Infections | Morts |
| ------------ | ---------- | ----- |
| Nigeria      | 9 086      | 562   |
| Niger        | 2 620      | 113   |
| Burkina Faso | 1 756      | 250   |
| Mali         | 54         | 6     |
| Total        | 13 516     | 931   |

Au 4 avril 2009, on signale 32 000 cas de méningite, dont plus de 1 800 décès.
Au total, le bilan final de la saison 2009 est de 79 296 cas (dont 4288 décès). Le Nigéria représente 70 % des cas ((55 747 cas).  Le  méningocoque sérogroupe A était  majoritaire mais le sérogroupe W135 a été impliqué dans un certain nombre d’épidémies mixtes au Nigéria et au Tchad.
Le taux de mortalité de cette épidémie approche les 10 %, le décès intervenant généralement dans les 48 heures qui suivent les premiers symptômes. Chaque jour, des milliers d'habitants sont vaccinés contre cette épidémie. Au total, c'est 7,3 millions de personnes qui ont été vaccinées. Des campagnes de vaccination continuent dans certains sites au Nigeria.
Pendant la saison épidémique de  2010  (semaine 1 à  26),  22  831  cas au total ont  été  recensés pour 14  pays, et 2415 décès, soit un taux de létalité de 10,6 %. Cette épidémie a été plus faible qu'en 2009, mais avec des sérogroupes différents, W135 et X, ainsi que le pneumocoque, ont été plus présents.

### Après 2010
Depuis 2010, un nouveau vaccin conjugué contre le méningocoque A  a été introduit dans 16 des 26 pays de la ceinture africaine de la méningite.  Dans les années qui ont suivi, il y a eu une baisse  spectaculaire du nombre de cas  de méningite sérogroupe A, avec élimination de ce type d'épidémie. Toutefois, dès 2012, on constate des épidémies à sérogroupe W  dans  plusieurs pays  d’Afrique de l’Ouest.  Parallèlement, la proportion relative de cas dus à d’autres sérogroupes X et C, et des méningites à Streptococcus  pneumoniae a augmenté.
Selon les prévisions,  l’expansion du sérogroupe C devrait se poursuivre dans les années à venir.  Selon l'OMS, cette réémergence en Afrique est probablement imputable à une évolution naturelle de la bactérie, plutôt qu’à un phénomène  de  remplacement à la suite de l’introduction du nouveau vaccin contre le sérogroupe A.

## Pays les plus touchés en 2009-2010
Au Burkina Faso, 4 départements ont été touchés par l'épidémie : Batié, Manni, Solenzo, Toma. Environ 15 % des personnes infectées sont décédées en 2009. En 2010, le Burkina Faso a rapporté le plus grand nombre de cas : 6145 cas dont 863 décès. Au total, 12 des 63 districts ont été déclarés en épidémie.
Au Mali, 54 personnes ont été atteintes par la méningite dont six sont mortes. Au moment de l'épidémie, plusieurs organisations ont mené des essais cliniques d'un nouveau vaccin conjugué contre le méningocoque A , le  MenAfriVac (MAVC). 
Au Niger, l'épidémie a commencé fin janvier 2009. Plusieurs cas ont été rapportés dans la région de Zinder, dans le sud du Niger. 5 districts au Niger ont été gravement touchés par l'épidémie et 8 autres sont en état d'alerte selon l'OMS. En 2010, le Niger a signalé 2737 cas, dont 227 décès.
Le Nigeria a été le plus durement touché par l'épidémie en 2009.  Au 12 mars, sur 9 082 cas, il y a eu 562 décès. 333 décès sont survenus dans le pays sur une période de trois mois. Au total, 175 districts sont touchés avec  55 747 cas rapportés. Des campagnes de vaccination ont été lancées dans certains sites du Nigeria. En 2010, le Nigéria signale 4699 cas, dont 322 décès, dans 5 districts seulement.
Le Tchad, en 2010, a enregistré 3058 cas, dont 231 décès 
Au Ghana, en 2010,  911 cas ont  été  dénombrés,  dont  104  décès.

## Campagnes de vaccination
En 2015, le nombre total de personnes vaccinées dans la ceinture africaine de la méningite s’élève à  235,6  millions dans  16  pays  (Bénin,  Burkina  Faso,  Cameroun,  Côte  d’Ivoire, Éthiopie, Gambie, Ghana, Guinée, Mali, Mauritanie, Niger, Nigeria, Sénégal, Soudan, Tchad et Togo).
Les campagnes de vaccination de masse sont faites avec des vaccins poly-osidiques anti-méningocoques A-C (bivalent) ou A-C-W135 (trivalent), ou du nouveau conjugué A (MAVC, MenAfriVac). La décision de vacciner un district se fait au cas par cas, selon un algorithme prenant en compte les sérogroupes en circulation.  Il faut aussi surveiller de près la circulation de sérogroupes émergents afin d’analyser  une éventuelle relation avec les campagnes de vaccinations précédentes.  L’émergence du sérogroupe X revêt une importance particulière étant donné qu'il n'existe, en 2016, aucun vaccin contre ce sérogroupe.
Même si la charge globale de la  méningite dans la ceinture africaine a baissé de manière régulière grâce aux campagnes de vaccination,  au moins 10 000 cas suspects et de nombreuses flambées de méningites causées par d’autres pathogènes continuent d’être observés chaque année (21 649 cas et 1577 décès signalés en 2015). 